# Accident nuclear de Fukushima I

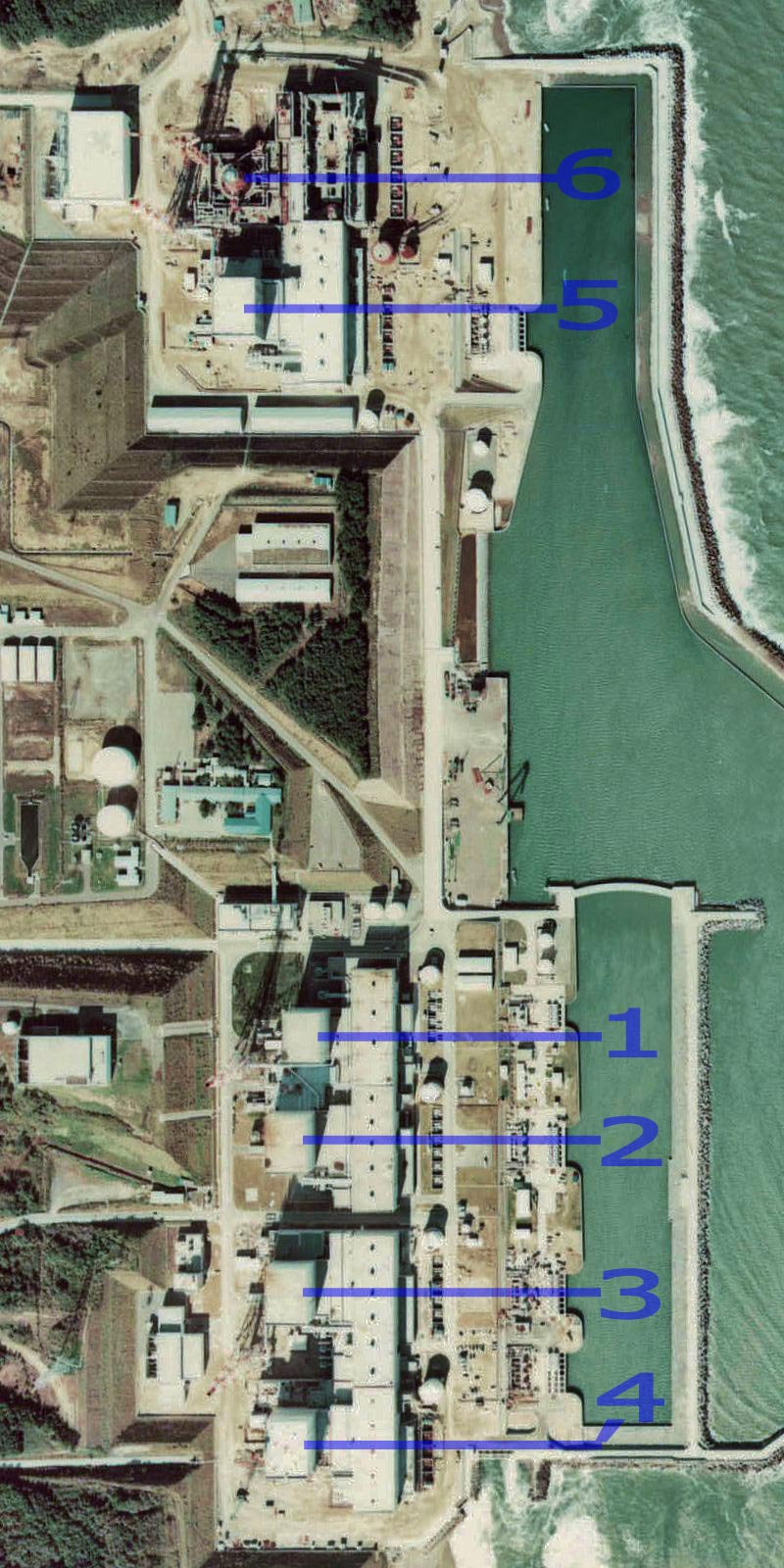
Imatge de satèl·lit del complex de Fukushima I i dels seus sis reactors, abans de l'accident del març de 2011

L'accident nuclear de Fukushima I fa referència als esdeveniments que van tenir lloc a la Central nuclear de Fukushima I (Fukushima Daiichi) a conseqüència del terratrèmol i posterior tsunami a la zona de Sendai l'11 de març de 2011. Els reactors 1, 2 i 3 es van aturar automàticament en el moment del terratrèmol, mentre que els tres restants es trobaven ja aturats per manteniment. El tsunami (de 14 metres d'alçada) va inundar les sis unitats, situades a la vora del mar (totes les centrals nuclears estan a prop d'una gran concentració d'aigua per facilitar-ne la refrigeració), i va malmetre la xarxa elèctrica i els generadors d'emergència, cosa que va impedir el funcionament del sistemes de refrigeració. Aquesta situació va provocar diverses explosions, incendis i emissions de radioactivitat. Es considera que els successos de les unitats 1, 2 i 3 corresponen a accidents de nivell 7 (segons l'IAEA i NISA) a l'escala internacional d'accidents nuclears (INES), i se situen, per tant, al mateix nivell que l'accident de Chernobyl.
Com a conseqüència dels accidents en les unitats 1, 2 i 3 un total de 10 treballadors van ser hospitalitzats, un d'ells per haver rebut una dosi superior als 100 mSv, i dos treballadors més de TEPCO, la companyia elèctrica japonesa que opera la planta, es troben desapareguts sense que se n'hagi confirmat la seva presència a la planta el dia del terratrèmol. La majoria dels vuit-cents treballadors de la central van ser evacuats per prevenir el risc d'irradiació i contaminació radioactiva, tot i que es van mantenir en l'emplaçament un grup d'uns cinquanta treballadors per tractar de minimitzar els efectes de l'accident i tornar a posar la planta sota control. A aquests, s'hi van afegir posteriorment efectius dels bombers i de les forces d'autodefensa japoneses, entre d'altres. El 14 de març ja s'havia detectat radioactivitat a 160 km de distància de les centrals.
Per efecte del terratrèmol i tsunami també hi va haver incidents catalogats com a nivell 3 en l'escala INES a les unitats 1, 2 i 4 de la central nuclear de Fukushima II (Fukushima Daini), situada a dotze quilòmetres de la de Fukushima I, però segons l'Agència Internacional de l'Energia Atòmica (IAEA) de les Nacions Unides la central nuclear japonesa de Fukushima Daini, així com les d'Onagawa i Tokai, es trobaven el dia 15 de març en condició segura i estable.

## Activitat diària a la central
La planta de Fukushima Daiichi d'energia nuclear és una planta d'energia nuclear que es va posar en servei l'any 1971. La planta es compon de sis reactors d'aigua en ebullició (BWR). Aquests reactors d'aigua conduïen generadors elèctrics amb una potència combinada de 4,7 GW, fent de Fukushima Daiichi una de les 15 centrals nuclears més grans del món. Fukushima I va ser la primera central nuclear dissenyada, construïda i executada en conjunt per General Electric, Boise, i la Companyia Elèctrica de Tòquio (TEPCO).
| Nom de la central | Localització                                                                                      | Capacitat de la Planta (MW) | Capacitat per reactor (MW)                      | Tipus   | Combustible que s'utilitza               |
| ----------------- | ------------------------------------------------------------------------------------------------- | --------------------------- | ----------------------------------------------- | ------- | ---------------------------------------- |
| Fukushima Daiichi | 22 Kitahara, Ottozawa, Ohkum a-manchi, Futaba-gun, Prefectura de Fukushima (aprox. 3.500.000 m^2) | 4696                        | 460 x 1 unitat 784 x 4 unitats 1.100 x 1 unitat | BWR BWR | Pèl·lets sinteritzats amb diòxid d'urani |

## Alguns elements i sistemes afectats

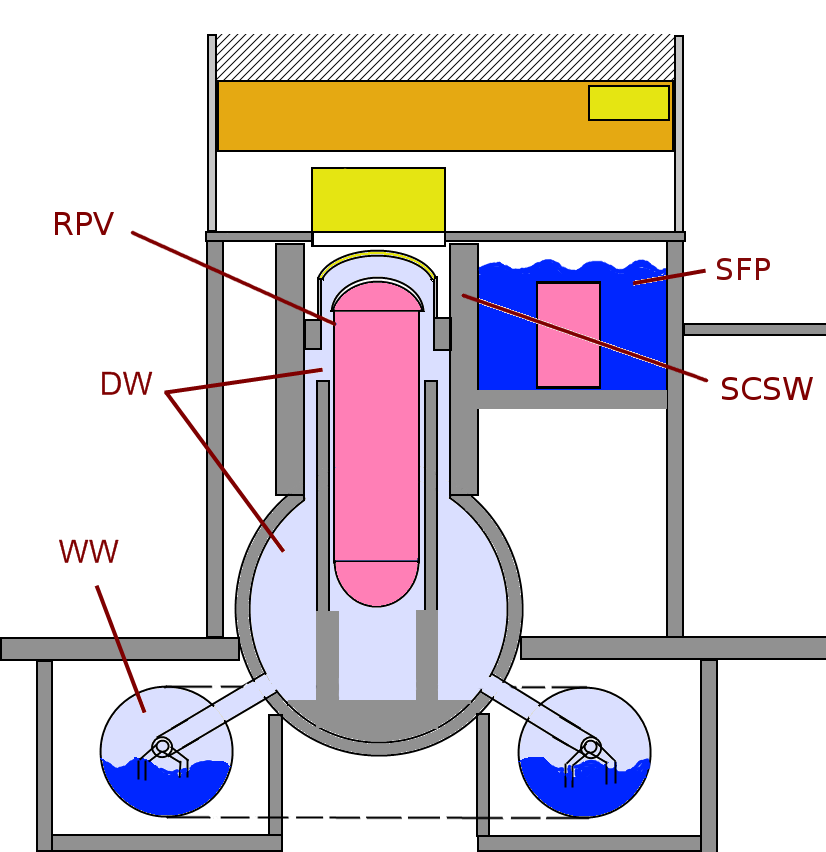
Esquema simplificat d'un reactor d'aigua bullint, BWR, de disseny Mark I amb torus d'acer incloent baixants.

### Vas a pressió del reactor
- SCSW = Paret secundària amb blindatge de formigó
- SFP = Piscina del combustible gastat
- DW = Pou sec
- WW = Pou moll (torus)

### Calor residual i pèrdua de refrigeració del reactor
Els reactors nuclears de les centrals nuclears, un cop aturada la reacció nuclear, segueixen generant calor, tot i que òbviament menys que quan estan encesos. En funcionament normal, la calor és extreta per un sistema de refrigeració al qual circula aigua, però en condicions de parada o d'emergència altres sistemes auxiliars o de seguretat s'encarreguen d'acomplir aquesta tasca.
Si no s'extreu la calor residual, per la fallada de tots els sistemes, la temperatura del nucli del reactor pot augmentar significativament. Això pot comportar, en primer lloc, l'oxidació de les beines de combustible (òxid d'urani), amb alliberament d'hidrogen, i una eventual fusió d'aquestes i del mateix combustible si les temperatures assolissin nivells prou elevats. Com a referència, la temperatura de fusió de l'òxid d'urani és de 2.865 °C. En condicions encara més extremes, la mescla de combustible i metall fos podria arribar a penetrar la base del vas del reactor, d'acer i típicament de més de vint centímetres de gruix. Pel desconeixement de les condicions precises a l'interior d'alguns dels reactors, a conseqüència de la pèrdua d'alimentació elèctrica i la fallada d'alguns instruments causada pel terratrèmol, tsunami, explosions o incendis, una de les prioritats dels equips d'emergència treballant a la planta va ser la de prevenir aquesta circumstància per mitjà d'aportació de refrigeració externa amb aigua de mar, ja fos injectada al reactor o ruixada per sobre l'estructura. La hipotètica situació de perforació de la base del reactor podria ésser greu per la possibilitat de desencadenar una explosió de vapor, desencadenada per la sobtada immersió en aigua de quantitats importants de material fos a molt alta temperatura, que podria causar danys en la contenció.

### Piscina de combustible gastat

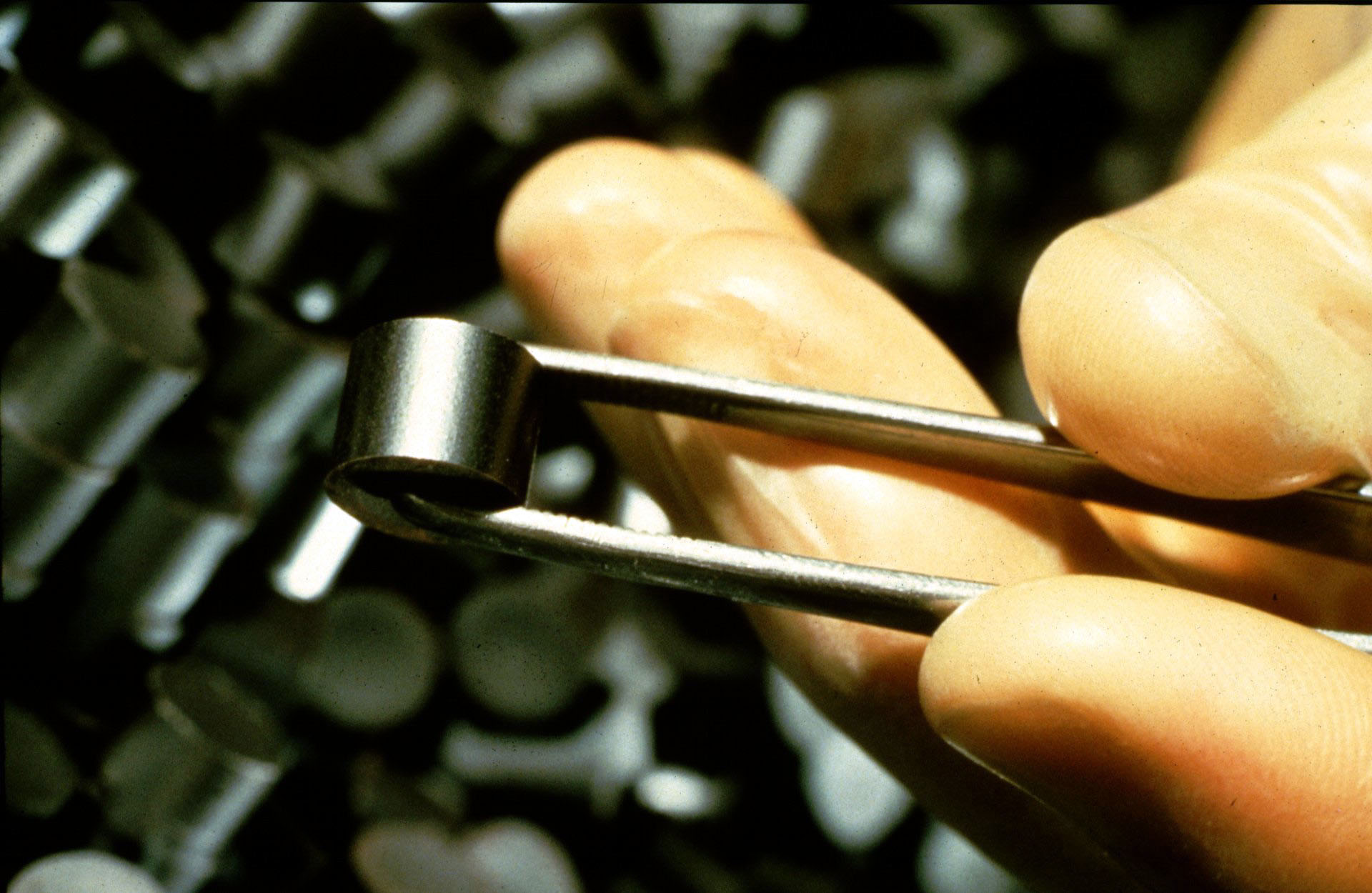
Una pastilla de combustible d'òxid d'urani. Les pastilles es troben l'una sobre l'altre a l'interior de beines de Zircaloy, formant barres de combustible.

La piscina de combustible, situada fora del mur del reactor nuclear però dins de l'edifici del reactor, és la piscina on es guarda el combustible nuclear gastat per mantenir-ne la refrigeració un cop s'extreu del nucli. La piscina fa servir un sistema de refrigeració independent del del nucli del reactor per a evacuar aquesta calor, cosa que en situacions normals evita que l'aigua s'evapori i el combustible acabi quedant al descobert. L'aigua fa de bloqueig de la radiació a l'exterior.
Si el nivell d'aigua de la piscina baixa excessivament es pot perdre la capacitat de refrigerar adequadament el combustible. A això s'hi podria afegir l'alliberament dels gasos i elements volàtils continguts a l'interior de les barres de combustible si el dany a les beines és important. L'acumulació d'hidrogen pot provocar explosions que malmetin la contenció secundària i l'alliberament dels isòtops radioactius volàtils en els casos en què aquesta contenció secundària ja ha estat prèviament danyada, com en el cas de les unitats 1, 3 i 4 de Fukushima.

## Estat dels reactors
Els sis reactors de la central nuclear són reactors de fissió tèrmics de tipus BWR, un dels dos tipus més habituals al món i el mateix que hi ha, per exemple, a l'únic reactor de la central nuclear de Cofrents. El reactor 3 funciona amb combustible nuclear MOX mentre que els altres ho fan amb urani molt lleugerament enriquit. Van ser construïts entre 1970 i 1979 per diferents empreses japoneses i nord-americanes. El temps d'explotació inicial era de quaranta anys, però aquest període va ser ampliat el febrer de 2011 a deu anys més per autorització del govern.
En el moment del terratrèmol, els reactors 4, 5 i 6 estaven aturats per manteniment des dels dies 30 de novembre, 3 de gener i 14 d'agost de 2010 respectivament. El reactor 4 ja estava buit de combustible en el moment del terratrèmol però els 5 i 6 no. Els reactors 1, 2 i 3 es van aturar automàticament en el moment del terratrèmol, abans del tsunami que els va inundar i que va ser el principal responsable dels desperfectes, tot i que la intensitat del terratrèmol ja va superar les referències de disseny quant a acceleracions a la central, amb registres de 507 Gal enfront dels 449 de disseny. El tsunami, però, va superar de molt les consideracions de disseny, amb 14 metres d'alçada del tsunami a Fukushima Daiichi davant els 5.7 metres de referència de disseny. Aquesta central encara tenia projectada la construcció de dos reactors més, 7 i 8, en un futur proper.
A partir de les estimacions del JAIF (Japan Atomic Industrial Forum):
| Cap preocupació immediata | Preocupant | Perill |

| Estat de Fukushima I el 23 d'abril de 2011, 02:00 JST                         | Reactor 1 | Reactor 2 | Reactor 3 | Reactor 4 | Reactor 5 | Reactor 6 |
| ----------------------------------------------------------------------------- | --- | --- | --- | --- | --- | --- |
| Potència elèctrica nominal (MWe)                                              | 460 | 784 | 784 | 784 | 784 | 1.100 |
| Potència tèrmica nominal (MWt)                                                | 1.380 | 2.381 | 2.381 | 2.381 | 2.381 | 3.293 |
| Tipus de reactor                                                              | BWR-3 | BWR-4 | BWR-4 | BWR-4 | BWR-4 | BWR-5 |
| Tipus de contenció                                                            | Mark I | Mark I | Mark I | Mark I | Mark I | Mark II |
| Elements de combustible del nucli                                             | 400 | 548 | 548 | 0 | 548 | 764 |
| Elements de combustible gastat                                                | 292 | 587 | 514 | 1.331 | 946 | 876 |
| Calor residual de desintegració del combustible gastat                        | 60 kW | 400 kW | 200 kW | 2.000 kW | 700 kW | 600 kW |
| Tipus de combustible                                                          | Urani enriquit | Urani enriquit | MOX i urani enriquit | Urani enriquit | Urani enriquit | Urani enriquit |
| Estat abans del terratrèmol                                                   | En servei | En servei | En servei | Desconnectada (planificat) | Desconnectada (planificat) | Desconnectada (planificat) |
| Integritat del combustible                                                    | Danyat (estimat un 70%) | Danyat (estimat un 30%) | Danyat (estimat un 25%) | Part del combustible gastat danyat | Sense danys | Sense danys |
| Integritat de la caixa del reactor                                            | Sense danys | Se sospita que té danys i pèrdues | Se sospita que té danys i pèrdues | Sense danys (sense combustible) | Sense danys | Sense danys |
| Integritat del contenidor                                                     | Sense danys | Se sospita que té danys i pèrdues | S'estima que sense danys | Sense danys | Sense danys | Sense danys |
| Sistema de refrigeració primari del nucli (ECCS/RHR)                          | No funciona | No funciona | No funciona | No necessari (sense combustible) | Funciona | Funciona |
| Sistema de refrigeració secundari del nucli (RCIC/MUWC)                       | No funciona | No funciona | No funciona | No necessari (sense combustible) | Funciona (en aturada freda) | Funciona (en aturada freda) |
| Integritat de l'edifici                                                       | Danys severs per una explosió d'hidrogen | Danys lleugers | Danys severs per una explosió d'hidrogen | Danys severs per una explosió d'hidrogen | Sense danys | Sense danys |
| Nivell de l'aigua al recipient a pressió                                      | Combustible exposat parcialment o totalment | Combustible exposat parcialment o totalment | Combustible exposat parcialment o totalment | Segur (sense combustible) | Segur (en aturada freda) | Segur (en aturada freda) |
| Pressió al recipient a pressió                                                | Estable | Estable | Estable | Segur (sense combustible) | Segur (en aturada freda) | Segur (en aturada freda) |
| Temperatura al recipient a pressió                                            | Disminuïda a 138,4 °C el 4 de maig de 2011 | Lleugerament incrementada a 117,2 °C el 4 de maig de 2011 | Incrementada a 138,6 °C el 4 de maig de 2011 | Segur (sense combustible) | Segur (en aturada freda) | Segur (en aturada freda) |
| Pressió del contenidor                                                        | Estable el 23 d'abril de 2011 | Estable a pressió atmosfèrica el 23 d'abril de 2011 | Estable a pressió atmosfèrica el 23 d'abril de 2011 | Segur | Segur | Segur |
| Injecció d'aigua de mar al nucli                                              | Injecció d'aigua de mar (a partir del 12 de març). Injecció d'aigua dolça, a partir del 25 de març i encara continua | | | No necessària (sense combustible) | No necessària | No necessària |
| Injecció d'aigua de mar a l'edifici contenidor                                | Ja no cal | Ja no cal | Ja no cal | No necessària | No necessària | No necessària |
| Ventilació del contenidor                                                     | Aturada temporalment | Aturada temporalment | Aturada temporalment | No necessària | No necessària | No necessària |
| Integritat de la piscina de combustible                                       | style=border-bottom:3px solid gray; | style=border-bottom:3px solid gray; | Nivell baix, S'està injectant aigua de forma contínua | Nivell baix, Preparant la injecció d'aigua, se suposen danys a les barres de combustible | Augmentant la temperatura lentament: 68 °C el 18 de març a les 21:00 JST | Augmentant la temperatura lentament: 65 °C el 18 de març a les 21:00 JST |
| INES                                                                          | Nivell 5 | Nivell 5 | Nivell 5 | Nivell 3 | - | - |
| INES (combinat)                                                               | Nivell 7 | Nivell 7 | Nivell 7 | Nivell 7 | Nivell 7 | Nivell 7 |
| Efectes ambientals (al voltant del complex)                                   | - Nivells de radiació: - costat sud de l'edifici d'oficines: es va reduir a 0,460 mSv / hora el 23 d'abril 09:00 JST - entrada principal: es va reduir a 0,055 mSv / hora el 23 d'abril 09:00 JST - porta oest: es va reduir a 0,022 mSv / hora el 23 d'abril 09:00 JST [16] - S'han detectat nivells de radiació superiors a 1.000 mSv / hora en la superfície de l'acumulació d'aigua del soterrani del Reactor 2 i el túnel de canonades fora de l'edifici del Reactor 2 el 27 de març. - S'ha detectat plutoni en petites quantitats en mostres de sòl a prop de l'estació els dies 21, 22, 25, i 28 de març. - S'han detectat iode, cesi, ruteni, i tel·luri en mostres d'aigua de mar als voltants del complex des del 21 de març. - El 30 de març van ser detectats nivells de material radioactiu I-131 4.385 vegades superior als límits reglamentaris en mostres d'aigua de mar. - Es van detectar nivells de material radioactiu I-131 7.500.000 vegades superior als límits reglamentaris en mostres d'aigua de mar a prop de la presa d'aigua del Reactor 2 el 2 d'abril - El 2 d'abril es va descobrir una fuga d'aigua d'alta radioactivitat (més de 1,000 mSv / h), d'una estructura de formigó que allotjava cables elèctrics, al mar a través d'esquerdes en el mur de formigó. El 6 d'abril, aquesta fuita s'havia aturat - El 4 d'abril s'inicia l'alliberament de 10.000 tones d'aigües residuals de baixa radioactivitat per de fer espai per a l'aigua altament radioactiva descoberta el 2 d'abril. Pel que fa a la influència de l'emissió d'aquests residus radioactius de baixa activitat, el TEPCO avalua que el consum diari de peix i algues marines capturades prop de la planta durant un any incrementaria en prop d'un 25% la dosi que rep el públic en general del medi ambient durant un any. TEPCO i MEXT han ampliat la vigilància de la zona marítima que envolta el complex des del 4 d'abril. - Es va detectar material radioactiu en mostres d'aigua subterrània prop dels edificis de la turbina el 30 de març. - Es va detectar material radioactiu en la llet i els productes agrícoles de Fukushima i les prefectures veïnes, cosa que va fer-se plantejar, al govern, els límits al trasllat (21 de març) i el consum (23 de març) per a alguns productes. - Es troba iode radioactiu en l'aigua de boca en algunes prefectures entre 21 i 27 de març, cosa que va provocar les advertències del govern de no beure l'aigua en aquestes regions. A partir del 2 d'abril aquestes advertències s'han aixecat. - Es detecten nivells de cesi radioactiu per sobre dels límits reglamentaris en els peixos petits capturats a la costa d'Ibaraki, el 4 d'abril. | - Nivells de radiació: - costat sud de l'edifici d'oficines: es va reduir a 0,460 mSv / hora el 23 d'abril 09:00 JST - entrada principal: es va reduir a 0,055 mSv / hora el 23 d'abril 09:00 JST - porta oest: es va reduir a 0,022 mSv / hora el 23 d'abril 09:00 JST [16] - S'han detectat nivells de radiació superiors a 1.000 mSv / hora en la superfície de l'acumulació d'aigua del soterrani del Reactor 2 i el túnel de canonades fora de l'edifici del Reactor 2 el 27 de març. - S'ha detectat plutoni en petites quantitats en mostres de sòl a prop de l'estació els dies 21, 22, 25, i 28 de març. - S'han detectat iode, cesi, ruteni, i tel·luri en mostres d'aigua de mar als voltants del complex des del 21 de març. - El 30 de març van ser detectats nivells de material radioactiu I-131 4.385 vegades superior als límits reglamentaris en mostres d'aigua de mar. - Es van detectar nivells de material radioactiu I-131 7.500.000 vegades superior als límits reglamentaris en mostres d'aigua de mar a prop de la presa d'aigua del Reactor 2 el 2 d'abril - El 2 d'abril es va descobrir una fuga d'aigua d'alta radioactivitat (més de 1,000 mSv / h), d'una estructura de formigó que allotjava cables elèctrics, al mar a través d'esquerdes en el mur de formigó. El 6 d'abril, aquesta fuita s'havia aturat - El 4 d'abril s'inicia l'alliberament de 10.000 tones d'aigües residuals de baixa radioactivitat per de fer espai per a l'aigua altament radioactiva descoberta el 2 d'abril. Pel que fa a la influència de l'emissió d'aquests residus radioactius de baixa activitat, el TEPCO avalua que el consum diari de peix i algues marines capturades prop de la planta durant un any incrementaria en prop d'un 25% la dosi que rep el públic en general del medi ambient durant un any. TEPCO i MEXT han ampliat la vigilància de la zona marítima que envolta el complex des del 4 d'abril. - Es va detectar material radioactiu en mostres d'aigua subterrània prop dels edificis de la turbina el 30 de març. - Es va detectar material radioactiu en la llet i els productes agrícoles de Fukushima i les prefectures veïnes, cosa que va fer-se plantejar, al govern, els límits al trasllat (21 de març) i el consum (23 de març) per a alguns productes. - Es troba iode radioactiu en l'aigua de boca en algunes prefectures entre 21 i 27 de març, cosa que va provocar les advertències del govern de no beure l'aigua en aquestes regions. A partir del 2 d'abril aquestes advertències s'han aixecat. - Es detecten nivells de cesi radioactiu per sobre dels límits reglamentaris en els peixos petits capturats a la costa d'Ibaraki, el 4 d'abril. | - Nivells de radiació: - costat sud de l'edifici d'oficines: es va reduir a 0,460 mSv / hora el 23 d'abril 09:00 JST - entrada principal: es va reduir a 0,055 mSv / hora el 23 d'abril 09:00 JST - porta oest: es va reduir a 0,022 mSv / hora el 23 d'abril 09:00 JST [16] - S'han detectat nivells de radiació superiors a 1.000 mSv / hora en la superfície de l'acumulació d'aigua del soterrani del Reactor 2 i el túnel de canonades fora de l'edifici del Reactor 2 el 27 de març. - S'ha detectat plutoni en petites quantitats en mostres de sòl a prop de l'estació els dies 21, 22, 25, i 28 de març. - S'han detectat iode, cesi, ruteni, i tel·luri en mostres d'aigua de mar als voltants del complex des del 21 de març. - El 30 de març van ser detectats nivells de material radioactiu I-131 4.385 vegades superior als límits reglamentaris en mostres d'aigua de mar. - Es van detectar nivells de material radioactiu I-131 7.500.000 vegades superior als límits reglamentaris en mostres d'aigua de mar a prop de la presa d'aigua del Reactor 2 el 2 d'abril - El 2 d'abril es va descobrir una fuga d'aigua d'alta radioactivitat (més de 1,000 mSv / h), d'una estructura de formigó que allotjava cables elèctrics, al mar a través d'esquerdes en el mur de formigó. El 6 d'abril, aquesta fuita s'havia aturat - El 4 d'abril s'inicia l'alliberament de 10.000 tones d'aigües residuals de baixa radioactivitat per de fer espai per a l'aigua altament radioactiva descoberta el 2 d'abril. Pel que fa a la influència de l'emissió d'aquests residus radioactius de baixa activitat, el TEPCO avalua que el consum diari de peix i algues marines capturades prop de la planta durant un any incrementaria en prop d'un 25% la dosi que rep el públic en general del medi ambient durant un any. TEPCO i MEXT han ampliat la vigilància de la zona marítima que envolta el complex des del 4 d'abril. - Es va detectar material radioactiu en mostres d'aigua subterrània prop dels edificis de la turbina el 30 de març. - Es va detectar material radioactiu en la llet i els productes agrícoles de Fukushima i les prefectures veïnes, cosa que va fer-se plantejar, al govern, els límits al trasllat (21 de març) i el consum (23 de març) per a alguns productes. - Es troba iode radioactiu en l'aigua de boca en algunes prefectures entre 21 i 27 de març, cosa que va provocar les advertències del govern de no beure l'aigua en aquestes regions. A partir del 2 d'abril aquestes advertències s'han aixecat. - Es detecten nivells de cesi radioactiu per sobre dels límits reglamentaris en els peixos petits capturats a la costa d'Ibaraki, el 4 d'abril. | - Nivells de radiació: - costat sud de l'edifici d'oficines: es va reduir a 0,460 mSv / hora el 23 d'abril 09:00 JST - entrada principal: es va reduir a 0,055 mSv / hora el 23 d'abril 09:00 JST - porta oest: es va reduir a 0,022 mSv / hora el 23 d'abril 09:00 JST [16] - S'han detectat nivells de radiació superiors a 1.000 mSv / hora en la superfície de l'acumulació d'aigua del soterrani del Reactor 2 i el túnel de canonades fora de l'edifici del Reactor 2 el 27 de març. - S'ha detectat plutoni en petites quantitats en mostres de sòl a prop de l'estació els dies 21, 22, 25, i 28 de març. - S'han detectat iode, cesi, ruteni, i tel·luri en mostres d'aigua de mar als voltants del complex des del 21 de març. - El 30 de març van ser detectats nivells de material radioactiu I-131 4.385 vegades superior als límits reglamentaris en mostres d'aigua de mar. - Es van detectar nivells de material radioactiu I-131 7.500.000 vegades superior als límits reglamentaris en mostres d'aigua de mar a prop de la presa d'aigua del Reactor 2 el 2 d'abril - El 2 d'abril es va descobrir una fuga d'aigua d'alta radioactivitat (més de 1,000 mSv / h), d'una estructura de formigó que allotjava cables elèctrics, al mar a través d'esquerdes en el mur de formigó. El 6 d'abril, aquesta fuita s'havia aturat - El 4 d'abril s'inicia l'alliberament de 10.000 tones d'aigües residuals de baixa radioactivitat per de fer espai per a l'aigua altament radioactiva descoberta el 2 d'abril. Pel que fa a la influència de l'emissió d'aquests residus radioactius de baixa activitat, el TEPCO avalua que el consum diari de peix i algues marines capturades prop de la planta durant un any incrementaria en prop d'un 25% la dosi que rep el públic en general del medi ambient durant un any. TEPCO i MEXT han ampliat la vigilància de la zona marítima que envolta el complex des del 4 d'abril. - Es va detectar material radioactiu en mostres d'aigua subterrània prop dels edificis de la turbina el 30 de març. - Es va detectar material radioactiu en la llet i els productes agrícoles de Fukushima i les prefectures veïnes, cosa que va fer-se plantejar, al govern, els límits al trasllat (21 de març) i el consum (23 de març) per a alguns productes. - Es troba iode radioactiu en l'aigua de boca en algunes prefectures entre 21 i 27 de març, cosa que va provocar les advertències del govern de no beure l'aigua en aquestes regions. A partir del 2 d'abril aquestes advertències s'han aixecat. - Es detecten nivells de cesi radioactiu per sobre dels límits reglamentaris en els peixos petits capturats a la costa d'Ibaraki, el 4 d'abril. | - Nivells de radiació: - costat sud de l'edifici d'oficines: es va reduir a 0,460 mSv / hora el 23 d'abril 09:00 JST - entrada principal: es va reduir a 0,055 mSv / hora el 23 d'abril 09:00 JST - porta oest: es va reduir a 0,022 mSv / hora el 23 d'abril 09:00 JST [16] - S'han detectat nivells de radiació superiors a 1.000 mSv / hora en la superfície de l'acumulació d'aigua del soterrani del Reactor 2 i el túnel de canonades fora de l'edifici del Reactor 2 el 27 de març. - S'ha detectat plutoni en petites quantitats en mostres de sòl a prop de l'estació els dies 21, 22, 25, i 28 de març. - S'han detectat iode, cesi, ruteni, i tel·luri en mostres d'aigua de mar als voltants del complex des del 21 de març. - El 30 de març van ser detectats nivells de material radioactiu I-131 4.385 vegades superior als límits reglamentaris en mostres d'aigua de mar. - Es van detectar nivells de material radioactiu I-131 7.500.000 vegades superior als límits reglamentaris en mostres d'aigua de mar a prop de la presa d'aigua del Reactor 2 el 2 d'abril - El 2 d'abril es va descobrir una fuga d'aigua d'alta radioactivitat (més de 1,000 mSv / h), d'una estructura de formigó que allotjava cables elèctrics, al mar a través d'esquerdes en el mur de formigó. El 6 d'abril, aquesta fuita s'havia aturat - El 4 d'abril s'inicia l'alliberament de 10.000 tones d'aigües residuals de baixa radioactivitat per de fer espai per a l'aigua altament radioactiva descoberta el 2 d'abril. Pel que fa a la influència de l'emissió d'aquests residus radioactius de baixa activitat, el TEPCO avalua que el consum diari de peix i algues marines capturades prop de la planta durant un any incrementaria en prop d'un 25% la dosi que rep el públic en general del medi ambient durant un any. TEPCO i MEXT han ampliat la vigilància de la zona marítima que envolta el complex des del 4 d'abril. - Es va detectar material radioactiu en mostres d'aigua subterrània prop dels edificis de la turbina el 30 de març. - Es va detectar material radioactiu en la llet i els productes agrícoles de Fukushima i les prefectures veïnes, cosa que va fer-se plantejar, al govern, els límits al trasllat (21 de març) i el consum (23 de març) per a alguns productes. - Es troba iode radioactiu en l'aigua de boca en algunes prefectures entre 21 i 27 de març, cosa que va provocar les advertències del govern de no beure l'aigua en aquestes regions. A partir del 2 d'abril aquestes advertències s'han aixecat. - Es detecten nivells de cesi radioactiu per sobre dels límits reglamentaris en els peixos petits capturats a la costa d'Ibaraki, el 4 d'abril. | - Nivells de radiació: - costat sud de l'edifici d'oficines: es va reduir a 0,460 mSv / hora el 23 d'abril 09:00 JST - entrada principal: es va reduir a 0,055 mSv / hora el 23 d'abril 09:00 JST - porta oest: es va reduir a 0,022 mSv / hora el 23 d'abril 09:00 JST [16] - S'han detectat nivells de radiació superiors a 1.000 mSv / hora en la superfície de l'acumulació d'aigua del soterrani del Reactor 2 i el túnel de canonades fora de l'edifici del Reactor 2 el 27 de març. - S'ha detectat plutoni en petites quantitats en mostres de sòl a prop de l'estació els dies 21, 22, 25, i 28 de març. - S'han detectat iode, cesi, ruteni, i tel·luri en mostres d'aigua de mar als voltants del complex des del 21 de març. - El 30 de març van ser detectats nivells de material radioactiu I-131 4.385 vegades superior als límits reglamentaris en mostres d'aigua de mar. - Es van detectar nivells de material radioactiu I-131 7.500.000 vegades superior als límits reglamentaris en mostres d'aigua de mar a prop de la presa d'aigua del Reactor 2 el 2 d'abril - El 2 d'abril es va descobrir una fuga d'aigua d'alta radioactivitat (més de 1,000 mSv / h), d'una estructura de formigó que allotjava cables elèctrics, al mar a través d'esquerdes en el mur de formigó. El 6 d'abril, aquesta fuita s'havia aturat - El 4 d'abril s'inicia l'alliberament de 10.000 tones d'aigües residuals de baixa radioactivitat per de fer espai per a l'aigua altament radioactiva descoberta el 2 d'abril. Pel que fa a la influència de l'emissió d'aquests residus radioactius de baixa activitat, el TEPCO avalua que el consum diari de peix i algues marines capturades prop de la planta durant un any incrementaria en prop d'un 25% la dosi que rep el públic en general del medi ambient durant un any. TEPCO i MEXT han ampliat la vigilància de la zona marítima que envolta el complex des del 4 d'abril. - Es va detectar material radioactiu en mostres d'aigua subterrània prop dels edificis de la turbina el 30 de març. - Es va detectar material radioactiu en la llet i els productes agrícoles de Fukushima i les prefectures veïnes, cosa que va fer-se plantejar, al govern, els límits al trasllat (21 de març) i el consum (23 de març) per a alguns productes. - Es troba iode radioactiu en l'aigua de boca en algunes prefectures entre 21 i 27 de març, cosa que va provocar les advertències del govern de no beure l'aigua en aquestes regions. A partir del 2 d'abril aquestes advertències s'han aixecat. - Es detecten nivells de cesi radioactiu per sobre dels límits reglamentaris en els peixos petits capturats a la costa d'Ibaraki, el 4 d'abril. |
| Radi d'evacuació                                                              | 20 km del Complex Nuclear, però fins a 30 km s'hauria de considerar evacuar-se a partir del 25 de març | 20 km del Complex Nuclear, però fins a 30 km s'hauria de considerar evacuar-se a partir del 25 de març | 20 km del Complex Nuclear, però fins a 30 km s'hauria de considerar evacuar-se a partir del 25 de març | 20 km del Complex Nuclear, però fins a 30 km s'hauria de considerar evacuar-se a partir del 25 de març | 20 km del Complex Nuclear, però fins a 30 km s'hauria de considerar evacuar-se a partir del 25 de març | 20 km del Complex Nuclear, però fins a 30 km s'hauria de considerar evacuar-se a partir del 25 de març |
| Estat general dels nuclis de reactors a partir de totes les fonts             | Estabilitzat amb la injecció d'aigua de mar i bor | Estabilitzat amb la injecció d'aigua de mar i bor | Estabilitzat amb la injecció d'aigua de mar i bor | Sense combustible | Aturada en fred el 20 de març a les 14:30 JST | Aturada en fred el 20 de març a les 19:27 JST |
| Estat general de les piscines de combustible usat a partir de totes les fonts | Es comença la injecció d'aigua dolça. 52 °C el 23 d'abril 02:00 JST | Continua la injecció d'aigua dolça. 72 °C el 23 d'abril 02:00 JST | Continua la injecció d'aigua dolça. 42 °C el 23 d'abril 02:00 JST | Continua la injecció d'aigua dolça després d'una explosió d'hidrogen a la piscina el 15 de març. 29 °C el 23 d'abril 02:00 JST | Restaurat el sistema de refrigeració. 36 °C el 23 d'abril 02:00 JST | Restaurat el sistema de refrigeració. 29 °C el 23 d'abril 02:00 JST |

## Radiació
Després de la fallida dels sistemes de refrigeració dels reactors de la central nuclear es van fer emissions controlades de gasos radioactius a l'exterior per reduir la pressió al recinte de contenció. Es va emetre a l'exterior una quantitat no determinada de partícules radioactives.
El diumenge 27 de març de 2011 es va detectar a l'aigua de l'interior de les instal·lacions un nivell de radiació cent mil vegades per sobre del nivell normal, possiblement procedent d'una fuita del reactor número 2. Aquests nivells de radiació dificultaven les tasques dels operaris. Així mateix, els nivells de iode radioactiu a l'aigua de mar en els voltants de la central eren 1.850 vegades més grans que els que marquen els límits legals. També es va detectar plutoni fora dels reactors, procedent possiblement del reactor número 3, l'únic que treballava amb aquest element.
Pocs dies després de l'accident es va detectar iode radioactiu a l'aigua corrent de Tòquio, així com alts nivells de radioactivitat en llet produïda en les proximitats de la central i en espinacs produïts en una fàbrica veïna a la Prefectura d'Ibaraki. Una setmana després de l'accident es van poder detectar a Califòrnia partícules radioactives procedents del Japó, que havien travessat l'Oceà Pacífic. Alguns dies després es va detectar iode radioactiu a Finlàndia, si bé en tots dos casos es descartava que els nivells de radiació detectats fossin perillosos.
El dimecres 27 d'abril de 2011 es va detectar a Espanya, i en altres països d'Europa, segons el Consell de Seguretat Nuclear, un augment de iode i cesi a l'aire, provinent de l'accident de Fukushima. El Consell de Seguretat Nuclear va afirmar que no hi havia perill per a la salut.
El govern japonès va reconèixer que la central nuclear no podrà tornar a ser operativa i que es desmantellarà un cop s'hagi controlat l'accident.

### Efectes de la radioactivitat
Al mes d'agost de 2012, científics japonesos van publicar els resultats sobre un estudi de mutacions genètiques en papallones del gènere Zizeeria exposades a la radioactivitat a la zona propera a la central nuclear.

### Abocaments radioactius al mar
Una esquerda a l'estructura del reactor va començar a alliberar material radioactiu al mar, fent que el contingut en iode radioactiu fos en alguns moments en les aigües properes de fins a 7,5 milions de vegades superior al límit legal i que el nivell de cesi estigués 1,1 milions de vegades per sobre d'aquests límits. Els primers intents de segellar l'esquerda amb ciment i altres mètodes van fracassar. La companyia TEPCO, a inicis del mes d'abril, va començar a abocar al mar 11.500 tones d'aigua contaminada radioactivament per alliberar espai dins de la central a fi d'albergar altres aigües encara més contaminades de l'interior dels reactors.

### Danys en les persones
El dia 17 de març de 2011, la xifra total de persones afectades directament per l'incident a la central era de vint persones ferides i més de vint afectades per la contaminació radioactiva. Dues persones que estaven desaparegudes des del dia del terratrèmol van ser trobades mortes l'1 d'abril, encara que la seva mort possiblement es va produir per ferides produïdes pel sisme submarí, i no per la radiació.
Divendres dia 1 d'abril es va comunicar que almenys 21 operaris que estaven a Fukushima per intentar controlar els reactors de la planta ja patien una acceleració en el ritme d'alteració de l'ADN per efecte de la radiació.

## Línia de temps dels esdeveniments

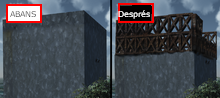
Imatges d'abans i després dels danys de la primera explosió, al l'edifici exterior del reactor 1 del complex nuclear de Fukushima I.

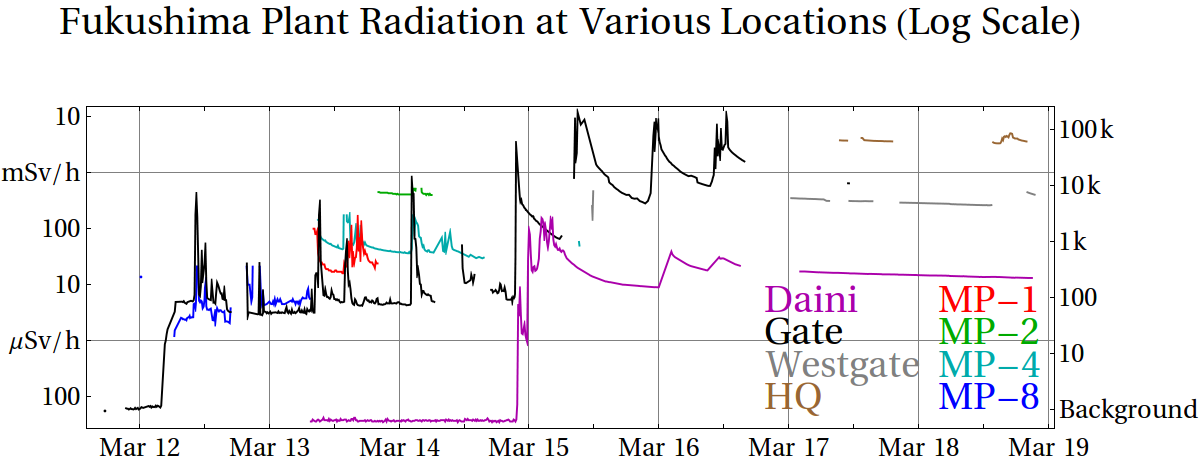
Lectures de la radiació a diferents punts de la central a partir de l'accident. Proporcionat per TEPCO

### Primera setmana
- 11 de març de 2011: 
  - El govern japonès declara una emergència nuclear motivada per una fallada dels sistemes de refrigeració en la piscina de combustible gastat d'un dels reactors de la central nuclear Fukushima.
  - Com a conseqüència, s'evacuen milers de residents propers a la central nuclear.
  - Després que els tècnics avisessin de la possibilitat de danys al nucli, la zona d'evacuació es va estendre a vint quilòmetres, afectant entre 110.000[24] i 200.000 persones i als residents d'entre vint i trenta quilòmetres de distància de la central se'ls avisa que no surtin de casa.
  - 22 persones veïnes de la central mostren signes d'exposició a la contaminació radioactiva.
  - L'alliberament de productes de fissió del nucli del reactor nuclear danyat, especialment l'isòtop radioactiu iode-131 i cesi-137, va portar al govern japonès a distribuir preventivament iode (no radioactiu) a la gent propera a la central nuclear perquè sigui ingerit com a prevenció per al càncer de tiroide.
- 12 de març de 2011: 
  - Mentre creixen les evidències de fusió parcial de les barres de combustible del reactor 1, una explosió destrueix el revestiment superior de l'edifici que hostatja la unitat del reactor 1. L'explosió provoca ferides a quatre treballadors, però el contenidor del reactor de dins de l'edifici es manté intacte. Es creu que l'explosió es produeix com a resultat d'una acumulació d'hidrogen a l'edifici després que fos ventilat amb vapor per reduir la pressió en el mur (edifici secundari) de contenció. L'hidrogen es forma quan s'oxiden amb aigua les barres sobreescalfades de zircaloy que contenen el combustible del reactor.
    - S'autoritza als operaris de la planta a començar a utilitzar aigua del mar per una refrigeració d'emergència, cosa que segurament farà malbé el reactor, impossibilitant-ne un ús posterior.
- 13 de març de 2011: 
  - Comença a semblar possible que hi hagi una fusió parcial al reactor 3. Des de les 13:00 JST, els reactors 1 i 3 són ventilats i es reomplen amb aigua amb àcid bòric per reduir les temperatures i inhibir futures reaccions nuclears.
  - S'informa que el reactor 2 té un nivell d'aigua inferior al normal però sembla estable, tot i que la pressió dins de l'estructura de contenció (edifici secundari) és alta.
  - L'Agència de l'Energia Atòmica Japonesa anuncia que ha classificat la situació als reactors 1 i 3 com a nivell 4 (accident amb conseqüències locals) de l'escala Internacional d'Esdeveniments Nuclears (INES, International Nuclear Event Scale).
- 14 de març de 2011:

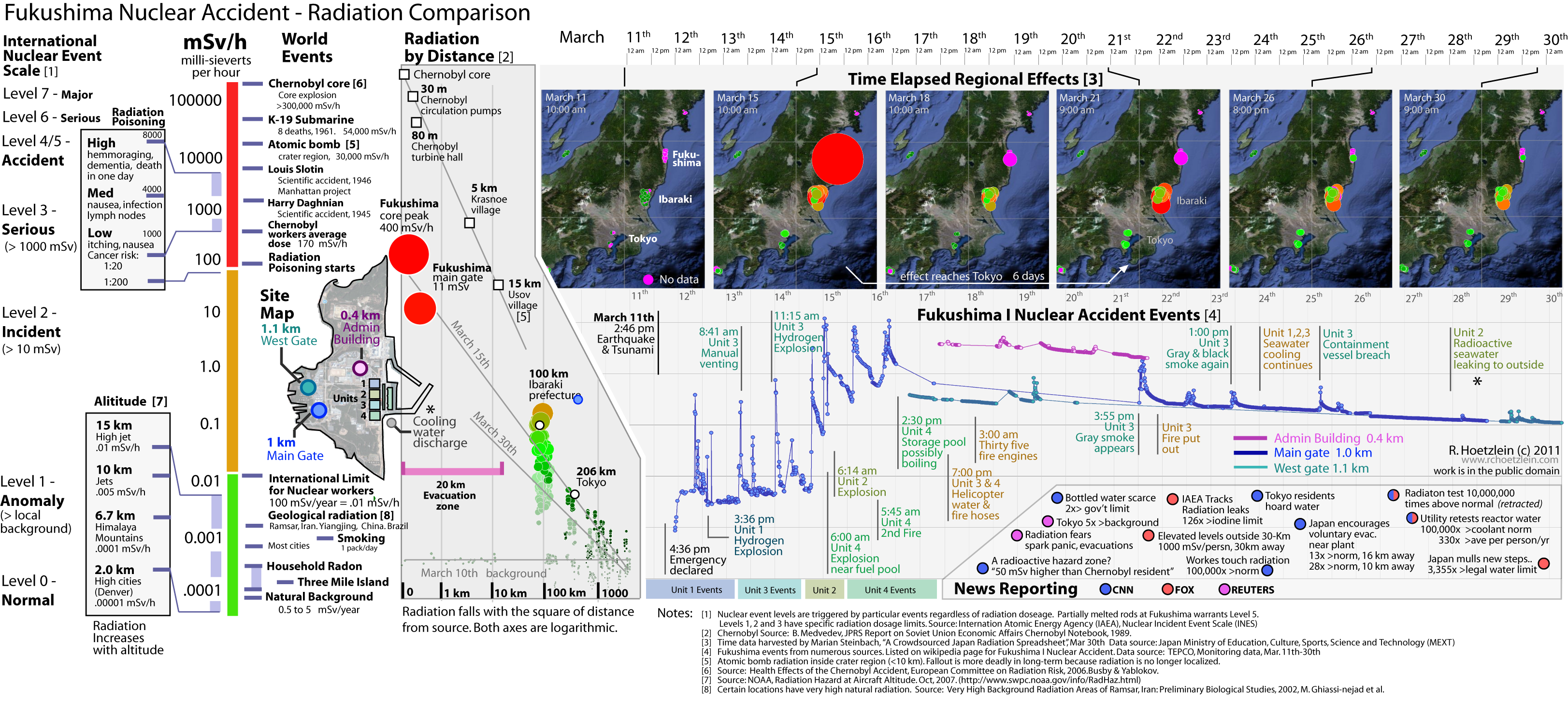
Gràfic amb l'evolució de la radiació enregistrada a Fukushima entre els dies 11 i 30 de març, mostrant els efectes regionals basats en el temps, mapa local i informes de les notícies dels esdeveniments.

- - Explota l'edifici del reactor 3 provocant onze ferits. No hi ha alliberament de material radioactiu més enllà del que s'està expulsant amb la ventilació, però la deflagració afecta l'aport d'aigua al reactor 2.
  - El president de l'autoritat per la seguretat nuclear de França (ASN, Autorité de sûreté nucléaire) diu que l'accident s'hauria de classificar com de nivell 5 ó fins i tot 6 en l'escala INES.
- 15 de març de 2011: 
  - Problemes amb les vàlvules d'alleujament del reactor 2 provoquen, aparentment, que l'elevada pressió de l'edifici secundari de contenció no permeti afegir-hi aigua, fins al punt que el reactor 2 passa a ocupar la condició més greu dels tres reactors.
  - Una explosió a la cambra de despressurització provoca alguns danys a l'edifici contenidor d'aquest reactor.
  - Per altra banda, es declara un incendi a la piscina de combustible gastat del reactor 4, amb barres de combustible gastades que normalment es mantenen cobertes d'aigua per prevenir un sobreescalfament.
  - Els nivells de radiació a la planta augmenten significativament, tot i que després tornen a minvar.
- 16 de març de 2011:
- reactor 4, amb l'edifici totalment destruït;
- reactor 3, destruït i desprenent una gran fumarada;
- reactor 2, aparentment sencer però desprenent fum i
- reactor 1, amb la meitat superior destruïda
  - A les 5:45 JST, des de Kyodo News informen que un treballador ha observat flames al quart pis del reactor 4, on hi ha les piscines de combustible gastat. Això posa en dubte les esperances inicials que la deflagració del dia abans a l'edifici del reactor 4 van ser causades per les bombes de l'oli lubrificant.
  - Els tècnics de la TEPCO informen que possiblement les barres de combustible gastat hagin quedat descobertes i s'estiguin sobreescalfant, i que "hi ha possibilitats que la situació empitjori".
  - Al migdia, la televisió NHK TV informa d'un fum blanc que els tècnics suposen que prové del reactor 3.
  - Poc temps després, s'informa que tots els treballadors que quedaven a la central, excepte un grup molt reduït, han estat evacuats a causa del perillós increment dels nivells de radioactivitat fins a uns mil milisieverts per hora. Una nota de premsa de TEPCO informa que ha retirat tots els seus treballadors a les 06:00 JST per causa d'uns sorolls anormals provinents d'una de les cambres de despressurització del reactor.
  - Més tard, al vespre, Reuters informa que s'està introduint aigua als reactors 5 i 6.
- 17 de març de 2011: 
  - Durant el matí, helicòpters militars han llançat quatre contenidors d'aigua a les piscines de combustible gastat dels reactors 3 i 4.
  - A la tarda s'informa que la piscina del reactor 4 ja era plena d'aigua i que, per tant, cap de les barres de combustible estaven exposades a l'aire.
  - Es comencen a realitzar obres per aportar electricitat externa als sis reactors de Fukushima I.
  - A partir del vespre, la policia i els bombers llencen aigua a pressió des dels camions per intentar refredar el reactor 3.
  - El govern japonès informa a la IAEA que els enginyers estaven posant una línia externa d'electricitat cap al reactor 2. La TEPCO estima que falten unes quinze hores perquè es pugui establir l'electricitat, temps durant el qual continuaran llençant aigua al reactor.

### Segona setmana
- 18 de març de 2011: 

Projecció per ordinador de la distribució de pols radioactiu provinent de l'accident nuclear de Fukushima. L'àrea mostrada preveu la distribució des del 18 fins al 20 de març de 2011.

  - El Departament de Bombers de Tòquio envia trenta camions de bombers amb 139 homes i un equip de rescat.
  - Es preveu que el vent virarà cap a nord-est i continuarà direcció al mar, allunyant les partícules radioactives de la costa del Japó.
  - Per segon dia consecutiu, s'han detectat alts nivells de radiació en una àrea a 30 km direcció nord-oest del complex.
  - Les autoritats japoneses revisen les classificacions INES per la pèrdua de refrigeració i els danys als reactors 2 i 3, totes classificades amb nivell 5, i per la pèrdua d'aigua de refrigeració de la piscina al reactor 4 com a nivell 3.
  - En un període de vint-i-quatre hores els nivells de radiació s'ha reduït de 351 μSv/h a 265 μSv/h, però no és clar si la causa de la disminució van ser els esforços amb la polvorització d'aigua.
- 19 de març de 2011: 
  - Un segon grup de cent bombers de Tòquio relleva el primer equip. Utilitzen un vehicle que pot injectar aigua a una alçada de 22 metres per refredar la piscina de combustible gastat dins del reactor 3. L'aigua va ser llançada a pressió al reactor durant set hores. TEPCO va informar, més tard, que l'aigua semblava haver estat efectiva en la disminució de la temperatura al voltant de les barres de combustible usat fins a menys de 100 °C (temperatura d'ebullició).
- 20 de març de 2011: 
  - S'aconsegueix reconnectar el corrent elèctric al reactor 2 però es continua treballant per aconseguir que els aparells siguin operatius.
  - Els motors dièsel del reactor 6 comencen a subministrar energia per reiniciar el refredament dels reactors 5 i 6 que tornen a estar en apagada freda i les seves piscines de refredament del combustible tornen a estar en les seves temperatures normals d'operació.
  - TEPCO anuncia que la pressió del vas del reactor 3 estava augmentant, i que podria ser necessària la seva ventilació, expulsant vapor amb partícules radioactives, per alliberar-ne pressió, tot i que, més tard, TEPCO atura l'operació en no considerar-ho necessari.
  - Tot i que se suma a una valoració general positiva del progrés cap al control total, des del govern japonès "confirmen per primer cop que el complex nuclear; que ha sofert danys importants als reactors i edificis, i ha produït una contaminació radioactiva al seu voltant; serà tancat un cop acabi la crisi".
  - Es confirma l'augment de radioactivitat al sòl a les proximitats de la central. A 20 km de la central nuclear es mesuren quantitats de iode-131 radioactiu a la llet superiors a 1.000Bq/kg, deu vegades la màxima autoritzada per les normatives internacionals, cosa que la fa inapropiada a la consumició. També es mesuren quantitats "alarmants", en paraules de l'Autoritat de Seguretat Nuclear francesa, de cesi-137 als espinacs, a distàncies de fins a cent seixanta quilòmetres de la central.[25]
- 21 de març de 2011: 
  - Les feines de reparació en marxa són interrompudes per l'aparició d'una columna de fum gris des pel costat sud-est del reactor 3 (cap a la zona de la piscina de combustible gastat) durant dues hores. Els treballadors d'aquest reactor són evacuats, tot i que no s'observen canvis en les mesures de radioactivitat ni en l'estat del reactor. Durant aquest temps no continua cap feina (com la restauració de l'electricitat) que podria haver influït en el foc.
  - També es veu fum blanc, probablement vapor, provinent del reactor 2, i aquest si que és acompanyat per un increment dels nivells de radiació.
  - S'estén una nova línia elèctrica fins al reactor 4, i al reactor 5 se li retorna la seva pròpia energia externa des de la línia de transmissió, en comptes de compartir els generadors del reactor 6.
- 22 de març de 2011:
  - Encara surt fum dels reactors 2 i 3, però és menys visible i és sufocat a vapor després de les operacions per ruixar aigua als edificis.
  - Continuen les feines de reparació, després d'haver estat aturades per la preocupació per aquest fum, però sense canvis en els nivells de radiació, per restablir l'electricitat. El cable elèctric es connecta al reactor 4
  - Continua la injecció d'aigua de mar als reactors 1 a 3.
  - S'informa que han estat connectats cables de corrent externa als sis reactors. La llum torna a la sala de control del reactor 3.
- 23 de març de 2011:
  - Al capvespre, torna a sortir fum del reactor 3, aquest cop de colors negre i gris, causant una nova evacuació dels treballadors del voltant de l'àrea. Un vídeo aeri de la planta mostra el que sembla un petit foc a la base de les columnes de fum dins de l'edifici del reactor fortament danyat. TEPCO va dir que no estaven al corrent de la font del foc i del fum.
  - Es restauren els sistemes d'alimentació d'aigua del reactor 1 cosa que permet incrementar l'aigua que s'afegeix al reactor.
  - El govern japonès avisa que s'han detectat alts nivells de radioactivitat (al voltant del doble del límit legal per als infants) a l'aigua per veure de Tòquio i que, per tant, no es pot utilitzar per a l'alimentació de nadons.
- 24 de març de 2011:
  - La injecció d'aigua de mar als reactors 1, 2 i 3 continua.
  - Els nivells de radiació prop del complex disminueixen fins als 200 μSv/h.
  - Es restableix el corrent elèctric a la sala de control del reactor 1, fins i tot l'enllumenat de la sala.
  - Tres treballadors són exposats a alts nivells de radiació (dos d'ells necessiten hospitalització) després que l'aigua radioactiva es filtrés a través dels vestits de protecció. Van estar exposats a una dosi equivalent a 2Sv -6Sv a la pell. No portaven botes protectores, tot i que els manuals de seguretat de la companyia afirmen que "no assumeix un escenari en què els seus empleats facin feines drets en aigua en una central nuclear". La quantitat de radioactivitat de l'aigua era de 3,9 MBq/ml, i estaria contaminada per nucleòtids de les barres de combustible danyades, cosa que indicaria una esquerda al nucli.
  - La temperatura de la superfície exterior dels reactors 1, 2, 3 i 4 continua disminuint fins a estar per sota de 20 °C.

### Tercera setmana
- 25 de març de 2011:
  - La NISA anuncia la possibilitat que hi hagi una esquerda al recipient de contenció del reactor 3, tot i que l'aigua radioactiva que hi ha al soterrani podria venir de la piscina d'emmagatzematge de combustible.
  - També s'ha trobat aigua molt radioactiva als edificis de turbines dels reactors 1 i 2.
  - La Marina dels EUA envia un vaixell amb 1.890 metres cúbics (500.000 galons americans) d'aigua dolça, que s'espera que arribi en dos dies.
  - El Japó anuncia que s'oferirà transport en una zona d'evacuació voluntària de 30 quilòmetres (19 milles).
  - Les autoritats japoneses informen que l'aigua potable torna ser segura per als nens a Tòquio i Chiba, tot i que encara supera els límits a Hitachi i Tokaimura.
  - El iode-131 a l'oceà al voltant mesura 50 Bq / ml, unes "relativament altes" 1.250 vegades el normal.

## Gestió dels riscos naturals post-accident

### Gestió de la planta abans del terratrèmol i el tsunami
El 12 d'octubre de 2012, la companyia elèctrica japonesa TEPCO, que opera la planta de Fukushima Daiichi, va admetre per primera vegada que s'havia reduït al mínim el risc de tsunami per por de tancament per millorar la seguretat.

### Gestió després de l'accident
La Llei especial 156 del 17 de desembre de 1999 (Llei especial de preparació d'emergència nuclear) i la Llei 156 del 17 de desembre de 1999 (Nuclear Emergency Preparedness) són les dues bases principals que van substituir la Llei 223 de 1961 (Llei orgànica de mesures de control de desastres). L'operador, d'aquesta manera, ha de preparar un pla de contingència en virtut de l'article 7 de la llei. Així mateix, es pretén que hi hagi autoritats d'homologació de totes les accions no incloses en el pla.
Deu anys després de l'accident, els treballs de descontaminació de Fukushima Daiichi havien assolit una escala sense precedents: 16.000 treballadors havien retirat més de 20 milions de metres cúbics de sòl radioactiu, a un cost de 24.000 milions d'euros.

### Evacuació
L'evidència suggereix que, en el primer moment de la catàstrofe, l'operador de la planta hauria d'haver considerat l'evacuació de tots els treballadors del lloc; una informació que el president de TEPCO, Masataka Shimizu M., denuncia, al·legant un malentès.

## Conseqüències de l'accident
Les conclusions extretes es basen en 144 mostres adultes de papallones del Japó. Els resultats sostenen que el 12% dels exemplars exposats a la pluja radioactiva, immediatament després de l'accident, presenten anomalies. El 18% dels descendents d'aquests també presenten malformacions, percentatge que puja fins al 34% a la tercera generació.
- La radiació de Fukushima s'ha manifestat en la descendència de les papallones que habiten al Japó, que tenen ales més petites i ulls danyats.
- Les emissions i abocaments radioactius a diversos quilòmetres de la central de Fukushima fan que la vida humana sigui impossible en aquesta àrea.
- Les substàncies radioactives que es van abocar al medi ambient -aigua, terra, aire- se seguiran propagant en el futur, generant nous riscos per a la salut de plantes, animals i humans.
- Els radionúclids de iode i cesi emesos pels reactors danyats van ser transportats a través de l'oceà Pacífic, van creuar Nord Amèrica i posteriorment van arribar fins a Europa a través de l'oceà Atlàntic; per tant, ha augmentat el nivell de radioactivitat en aquests oceans.
- Una exposició moderada a la radiació contínua a llarg termini pot causar problemes d'inducció de càncer, però en general en percentatges molt baixos de la població.
- La radioactivitat es pot transmetre a través de la cadena tròfica, ja que la ingestió d'una planta o animal que ha rebut una dosi de radiació provoca la transmissió de les partícules radioactives a l'organisme ingestor.[31]